# مون-کیو سو
مون-کیو سو (به انگلیسی: Moon Kyu Suh) (زاده ۱۹۵۲) کارآفرین و مدیر ارشد اجرایی کره‌ای است، که در حال حاضر به‌عنوان مدیر عامل شرکت ملی نفت کره فعالیت می‌نماید.